# The Dog Who Saved Christmas
The Dog Who Saved Christmas es una película de comedia navideña estadounidense de 2009 hecha para televisión protagonizada por Dean Cain, Gary Valentine y la voz de Mario Lopez. Fue escrita por los amigos de la infancia Michael Ciminera y Richard Gnolfo. Se estrenó en ABC Family el 29 de noviembre de 2009, durante su bloque de programación Countdown to 25 Days of Christmas. Fue clasificada como el programa de cable número uno durante su franja horaria y la película de cable número uno en el invierno de 2009 con 4.0 millones de espectadores.

## Reparto
- Mario Lopez como Zeus
- Dean Cain como Ted Stein
- Elisa Donovan como Belinda Bannister
- Sierra McCormick como Kara Bannister
- Adrienne Barbeau como la dama gato Mildred
- Gary Valentine como George Bannister
- Mindy Sterling como la abuela Bannister
- Joey Díaz como Stewey McMann

También presenta a miembros del equipo de producción en varios roles secundarios. Los escritores Richard Gnolfo y Michael Ciminera aparecen acreditados como Policía 1 y 2, mientras que el director/productor Michael Feifer aparece acreditado como Oficial de policía 2.

## Recepción
The Dog Who Saved Christmas se transmitió el domingo 29 de noviembre de 2009 y fue el programa número uno del cable durante el período de 8:00 p. m – 10:00 p. m. con 4.0 millones de espectadores. También ocupó el puesto número uno en transmisiones por cable con guion durante ese domingo y se convirtió en la película por cable número uno de la temporada. Tuvo un aumento del 14% en espectadores respecto al mismo horario del año anterior.
Los críticos la compararon con otra película navideña para televisión con temática de perros de 2009, A Dog Named Christmas y citaron influencias de Home Alone y Mira quién habla. A Dog Named Christmas se transmitió la misma noche que The Dog Who Saved Christmas y los horarios originales se superpusieron una hora. Los críticos calificaron A Dog Named Christmas como una película superior a The Dog Who Saved Christmas, pero elogiaron las actuaciones de Adrienne Barbeau y Mindy Sterling.
The Dog Who Saved Christmas ganó varios "Yulies" de la columna Popwatch en el sitio web de Entertainment Weekly. Las categorías que ganó incluyeron "MVP: Perro más valioso" y "Mejor uso de Dean Cain".
Recibió el sello "Aprobado por la familia" de The Dove Foundation. Commonsense Media la calificó como apropiada para edades de 6 años en adelante.

## Secuelas
Una secuela, The Dog Who Saved Christmas Vacation, se emitió en ABC Family en 2010.
Una segunda secuela, The Dog Who Saved Halloween, se lanzó directamente en DVD en septiembre de 2011.
Una tercera secuela, The Dog Who Saved the Holidays, se lanzó directamente en DVD el 4 de diciembre de 2012.
Una cuarta secuela, The Dog Who Saved Easter, se lanzó directamente en DVD el 8 de abril de 2014. Está protagonizada por Dean Cain, Elisa Donovan, Beverley Mitchell, Mario Lopez, Patrick Muldoon, Matthew Lawrence y Catherine Hicks.
Una quinta secuela, The Dog Who Saved Summer, se lanzó directamente en DVD el 2 de junio de 2015. Está protagonizada por Dean Cain, Gary Valentine, Elisa Donovan, Patrick Muldoon, Mario Lopez, Martin Kove, James Hong y William Zabka.